# I liga seria A polska w piłce siatkowej kobiet (1999/2000)
I liga seria A polska w piłce siatkowej kobiet 1999/2000 – 64. edycja rozgrywek o mistrzostwo polski w piłce siatkowej kobiet.

## Drużyny uczestniczące
| | I liga seria A 1999/2000    |   |      |
| --- | --------------------------- | - | ---- |
| PIŁ | PTPS Nafta Gaz Piła         | 1 | PEMK |
| KAL | Calisia                     | 2 | PEZP |
| MIE | Melnox Autopart Lobo Mielec | 3 |      |
| KRA | Wisła-Solidex Kraków        | 4 |      |
| WĘG | Nike BOŚ Stoen Węgrów       | 5 |      |
| BYD | Centrostal Bydgoszcz        | 6 |      |
| WAR | Skra Warszawa               | 7 |      |
| KAT | Kolejarz Katowice           | 8 |      |
| BIE | BKS Stal Bielsko-Biała      | 9 |      |
| | Awans z I ligi seria B      |   |      |
| GDA | Gedania Gdańsk              |   |      |
| Oznaczenia: - kolumna pierwsza – skróty nazw drużyn wpisane na mapie (jeśli ta została zamieszczona), - kolumna trzecia – miejsce zajęte przez daną drużynę w poprzednim sezonie. |                             |   |      |

## Klasyfikacja końcowa
| Miejsce | Drużyna                     |
| ------- | --------------------------- |
| 1.      | PTPS Nafta Gaz Piła         |
| 2.      | Melnox Autopart Lobo Mielec |
| 3.      | BKS Stal Bielsko-Biała      |
| 4.      | Skra Warszawa               |
| 5.      | Gedania Gdańsk              |
| 6.      | Wisła-Solidex Kraków        |
| 7.      | Nike BOŚ Stoen Węgrów       |
| 8.      | Centrostal Bydgoszcz        |
| 9.      | Calisia                     |

     baraż z 2. zespołem serii B
     spadek do serii B